# The Movies
 (février 2018).
Si vous disposez d'ouvrages ou d'articles de référence ou si vous connaissez des sites web de qualité traitant du thème abordé ici, merci de compléter l'article en donnant les références utiles à sa vérifiabilité et en les liant à la section « Notes et références ».
Pour l’article homonyme, voir The Movies (film).
The Movies est un jeu de gestion créé par Lionhead Studios pour Microsoft Windows. Il est sorti le 8 novembre 2005 aux États-Unis, et le 11 novembre en Europe, après être passé en version gold le 8 octobre 2005.

## Système de jeu

### Généralités
Le joueur est à la tête d’un tout nouveau studio de cinéma. L'objectif est de se faire une place à Hollywood, pour devenir le studio phare attirant les plus grandes stars du moment et produisant les films en tête du box-office.
The Movies peut être scindé en trois parties distinctes : la gestion du studio, la gestion des acteurs et la production de films.
Il est recommandé de commencer par suivre un tutoriel, afin d’acquérir les bases du jeu. Obtenir de l'aide est également possible tout au long du développement du studio. Une fois nommé, sa construction commence en 1920, une petite somme d’argent est attribuée et devra être gérée au mieux.
Il est également possible de jouer et de créer des films en utilisant le mode « Bac à sable » de l'interface générale. Ce mode permet d’éliminer certaines contraintes. Ainsi, on peut choisir : la date d’ouverture du studio (ce qui permet notamment de bénéficier des nouvelles technologies si l’on commence dans les années plus avancées), la somme d’argent disponible, la réalisation automatique des films (ce qui réduit sensiblement la durée du tournage, en mode normal cela peut prendre des années), une vitesse accrue de la construction des bâtiments, la prise en compte ou non des caprices de star, la dégradation ou non des bâtiments et la présence de cascadeurs. Il est possible également de débuter avec un studio clés en main.

### Gestion du studio
Avant d’ouvrir son studio, il est nécessaire de construire les divers bâtiments principaux qui permettront la réalisation du premier film. Ainsi, l’école d’art dramatique permet de recruter les acteurs/trices et réalisateurs/trices. On peut importer des stars créées soi-même grâce au star-maker (employant quelque peu le système d’édition des Sims). Le bureau d’équipe permet de recruter l’équipe technique, le bureau de casting sert à choisir l’équipe d’un film (réalisateur, acteurs et équipe technique). Le bureau de production, quant à lui, est nécessaire à la sortie et l’exploitation des films ainsi que la gestion financière du studio et des stars. Une quantité importante de décors, que l’on débloque au fil du jeu, est disponible pour pouvoir réaliser des films de divers époques et genres. Par la suite, d’autres bâtiments deviennent disponibles, notamment les bureaux de scripts permettant l’écriture des scénarios à mettre en scène, ou encore le laboratoire permettant la recherche de nouveaux décors, costumes, etc.
Un classement des studios est établi tout au long du jeu et des cérémonies (dans l'esprit des Oscars) sont organisées tous les cinq ans à partir de 1925. Il existe également un classement concernant films et stars, défini grâce au nombre d’étoiles détenues par chaque studio, star ou film. Le classement du studio prend en compte les paramètres suivants : son capital financier (sachant que l’on ne peut gagner de l’argent que par le biais de l’exploitation des films ou la vente de scénarios, d’acteurs ou de bâtiments), le prestige des stars, du studio (les divers ornements et infrastructures y contribuent) et enfin les récompenses reçues lors des cérémonies. Pour que le personnel travaille dans la bonne humeur et que le studio soit réputé, sont mises à disposition diverses infrastructures comme la restauration (snack-bar, bar, restaurant), les sanitaires, des ornements et aménagements comme les caravanes.
La gestion financière du studio est très importante, c'est en quelque sorte le nerf de la guerre face aux studios concurrents. Il y aura à gérer une masse salariale importante pour les stars et autres employés, les frais de fonctionnement, l’entretien des bâtiments, ainsi que les investissements quotidiens que représentent la recherche, l’écriture de scripts ou la construction de nouveaux décors et infrastructures.

### Gestion des stars
Les stars jouent un rôle essentiel dans la réputation du studio. Plus elles sont connues, récompensées lors des cérémonies, présentes dans la presse people et plus le studio prendra de l'importance.
La gestion des stars peut s’avérer assez complexe, car il faut constamment soigner leur image et veiller à leur bien-être. Les divers changements d’humeur peuvent être dus à la sortie récente d’un film, à un salaire insuffisamment élevé, au manque de travail, au surmenage, à des problèmes d'alcoolisme ou de boulimie ou encore aux publications de photos compromettantes dans la presse people, etc. Divers paramètres sont donc à surveiller :
- tout d’abord, ceux concernant son prestige, évalué en étoiles, en tenant compte du succès des films mettant en scène la star, du salaire, des performances réalisées dans les films, de l’image (costumes, physique), de l’entourage (des assistants), de la caravane (plus ou moins grande et agrémentée d’objets), de la présence dans la presse, des relations avec les réalisateurs et autres acteurs et enfin des récompenses reçues lors des cérémonies.
- puis les paramètres inhérents au bien-être de la star. Comme pour le prestige, la star a besoin d’être à son aise grâce à une caravane spacieuse, un salaire élevé, d’avoir des relations et d’être entourée. Mais il faut également veiller à ce qu'elle ne succombe pas trop aux tentations de l’alcool et de la nourriture, car elle peut se retrouver en cure de désintoxication, appelée ici « réadaptation ». La jauge de travail est aussi importante à gérer, elle est divisée entre l’ennui et le stress, avec le risque, par exemple, de faire trop boire la star pour lui faire oublier le stress.
L’apparence, le physique, etc. entrent également en compte, on peut travailler l’image de la star en lui faisant faire de l’exercice, de la chirurgie esthétique ou en lui offrant une nouvelle garde-robe. Lors d’un tournage, il faut bien veiller à l’humeur de la star, car cela entre en compte dans la qualité du film et celle-ci peut même quitter le tournage en cours pour aller se détendre au bar.
- enfin, pour que les stars réalisent des performances de haut vol dans les films, il faut les faire répéter un certain moment dans les décors du studio, sachant qu’elles doivent travailler chaque genre. Elles progressent également lors des tournages.

### Étapes de la réalisation d’un film
La première étape consiste à commander un script aux scénaristes dans le bureau de script. Il faut également décider s’il s’agit d’un film d’action, d’horreur, de S-F, d’amour ou d’une comédie. Les bureaux de scripts, tout comme les scénaristes, s’améliorent au fil du temps et permettent aux films de gagner des étoiles. Il est possible de débloquer le bureau de script personnalisé, qui permet de réaliser soi-même ses films.
Ensuite, il faut constituer l’équipe du film dans le bureau de casting. Ainsi, il faut choisir l’équipe technique, les figurants, le réalisateur et les acteurs du film. Ces trois derniers étant plus ou moins bons dans tel ou tel genre, il est nécessaire d'engager le personnel approprié.
Après les répétitions, le tournage peut commencer ; il faut veiller à ce que les acteurs et le réalisateur soient de bonne humeur et n'accumulent pas trop de stress.
À partir d’une certaine époque, le bureau de promotion devient disponible et le travail des relations publiques va permettre aux stars de faire la promotion de leur film avec comme finalité l’augmentation du nombre de spectateurs.
La dernière étape est l’opération marketing, dans le bureau de production, avant la sortie du film.

## Machinima
Outre le côté jeu de gestion de The Movies, l’aspect qui a très vite retenu l’attention des joueurs et « réalisateurs en herbe » a été la création personnalisée de films. Des possibilités assez étendues ont ainsi été mises à disposition de l'utilisateur pour permettre de réaliser et monter ses propres créations en machinima. 
Les joueurs pouvaient téléverser leurs créations sur le service The Movies Online en exportant leur film avec divers niveaux de qualité.
Certains machinimas créés avec The Movies ont attiré l'attention des médias comme The French Democracy par exemple.

## Développement
L'élaboration de The Movies a commencé fin 2001, lorsque Peter Molyneux et plusieurs cadres des studios Lionhead eurent en tête de créer un jeu de simulation inspiré d’un hit des années 1990, Hollywood Mogul. Néanmoins, l’idée était de conférer un aspect plus réaliste au jeu de gestion d'un studio de cinéma, en donnant la possibilité aux joueurs de créer leurs propres films. Le projet fut annoncé en avril 2002, lors de l’E3. La réaction des fans fut très enthousiaste – le stand The Movies ayant été l’un des plus visités lors de ce salon – et plusieurs éditeurs souhaitèrent obtenir la distribution du logiciel. Les studios Lionhead choisirent Activision. Le développement du jeu dura quatre ans, à la suite des diverses modifications du moteur graphique. Le jeu pour Microsoft Windows sortit finalement en novembre 2005.
Il était initialement prévu d’adapter le jeu sur PlayStation 2 et Xbox mais le développement fut officiellement interrompu le 7 février 2006, avant le rachat de Lionhead par Microsoft, en raison de ventes jugées insuffisantes. Le 8 février 2006, les studios Lionhead annoncèrent néanmoins qu’une sortie restait envisageable sur consoles, mais que le jeu ne serait pas publié par Activision. Quelques rumeurs ont circulé comme quoi la sortie du jeu pourrait se faire sur la nouvelle génération de consoles, Wii, PlayStation 3 et Xbox 360.
La seule extension réalisée, The Movies: Stunts and Effects, sort le 6 juin 2006 uniquement aux États-Unis, au Royaume-Uni et en Allemagne. Cela provoqua une vive réaction parmi les pays n’ayant pas bénéficié de localisation de cette extension, notamment en France, en Belgique, en Italie et en Espagne. Ainsi, un mouvement appelé The French Insurrection for Stunts and Effects fut lancé à l’initiative de la communauté francophone : l’objectif était de protester auprès d'Activision et de Lionhead, afin d’obtenir sa sortie dans les pays concernés ou au moins la réalisation de patchs de traduction. Cette contestation se manifesta notamment par la diffusion sur le site officiel Lionhead d'une quarantaine de films courts réalisés majoritairement par des membres de la communauté francophone mais aussi espagnole et italienne, le 22 juin à 20 heures, dans le but de provoquer un spam coordonné afin d’attirer l’attention. Les films, au ton humoristique voire sarcastique, ont permis aux réalisateurs d’exprimer leur frustration et leur mécontentement, ainsi que, après quelques explications, d'obtenir le soutien d'une partie de la communauté anglophone. L'éditeur ayant confirmé malgré cela que l'extension ne sortirait pas dans d’autres pays, la communauté francophone réalisa elle-même un patch permettant la compatibilité entre le jeu initial et l’extension anglaise et américaine, puis un patch de traduction permettant d’utiliser cette dernière en français ; enfin elle obtint l'autorisation de Lionhead d'utiliser et de diffuser ces patchs.
Sortie le 6 octobre 2006, la version sur Macintosh, publiée par Feral Interactive et développée par Robosoft Technologies, remporta le prix de la meilleure simulation de jeu vidéo à la British Academy of Film and Television Arts (BAFTA). Le jeu fut également nommé dans la catégorie meilleure bande-sonore. La version Macintosh offrit certains ajouts non disponibles sur la version PC, notamment la possibilité d’exporter les films vers l’iPod ou en résolution HD, l’intégration des applications Apple’s iLife comme iTunes, iMoviesHD et GarageBand, et enfin un bonus utilitaire.
Le 5 décembre 2008, après trois années d'existence, 2 millions de visiteurs, et - en mettant tous les films postés sur le site bout à bout, soit plus de 150 000 films - plus d'un an de film non stop, le site officiel The Movies Online, ferma ses portes, à la suite de sérieux problèmes de capacité de serveur et une chute de la fréquentation. Le site officiel hébergeait environ 30 000 studios pour un nombre équivalent de logiciels vendus.
Ayant anticipé cette fermeture, le site The Movies Underground, créé par des réalisateurs anglophones de The Movies, prit les devants et proposa le même mode de fonctionnement avec, notamment, l’hébergement des vidéos et le système de notes et de critiques. Le site héberge également de plus en plus de machinimas réalisés grâce à des logiciels comme Moviestorm ou iClone.